# كورتيس سترينج
كورتيس سترينج (بالإنجليزية: Curtis Strange)‏ هو لاعب غولف أمريكي، ولد في 30 يناير 1955 في نورفولك في الولايات المتحدة.

## وصلات خارجية
- كورتيس سترينج على موقع رابطة لاعبي الغولف المحترفين (الإنجليزية)
- كورتيس سترينج على موقع رابطة اليابان للاعبي الغولف المحترفين (الإنجليزية)
- كورتيس سترينج على موقع التصنيف العالمي الرسمي للغولف (الإنجليزية)
- كورتيس سترينج على موقع قاعة كارولاينا الشمالية للمشاهير الرياضية (الإنجليزية)
- كورتيس سترينج على موقع قاعة فرجينيا للمشاهير الرياضية (الإنجليزية)
- كورتيس سترينج على موقع إن إن دي بي (الإنجليزية)